# Orobanche hohenackeri
Orobanche hohenackeri là loài thực vật có hoa thuộc họ Cỏ chổi. Loài này được Tzvelev mô tả khoa học đầu tiên.